# Christian Haase (Politiker)

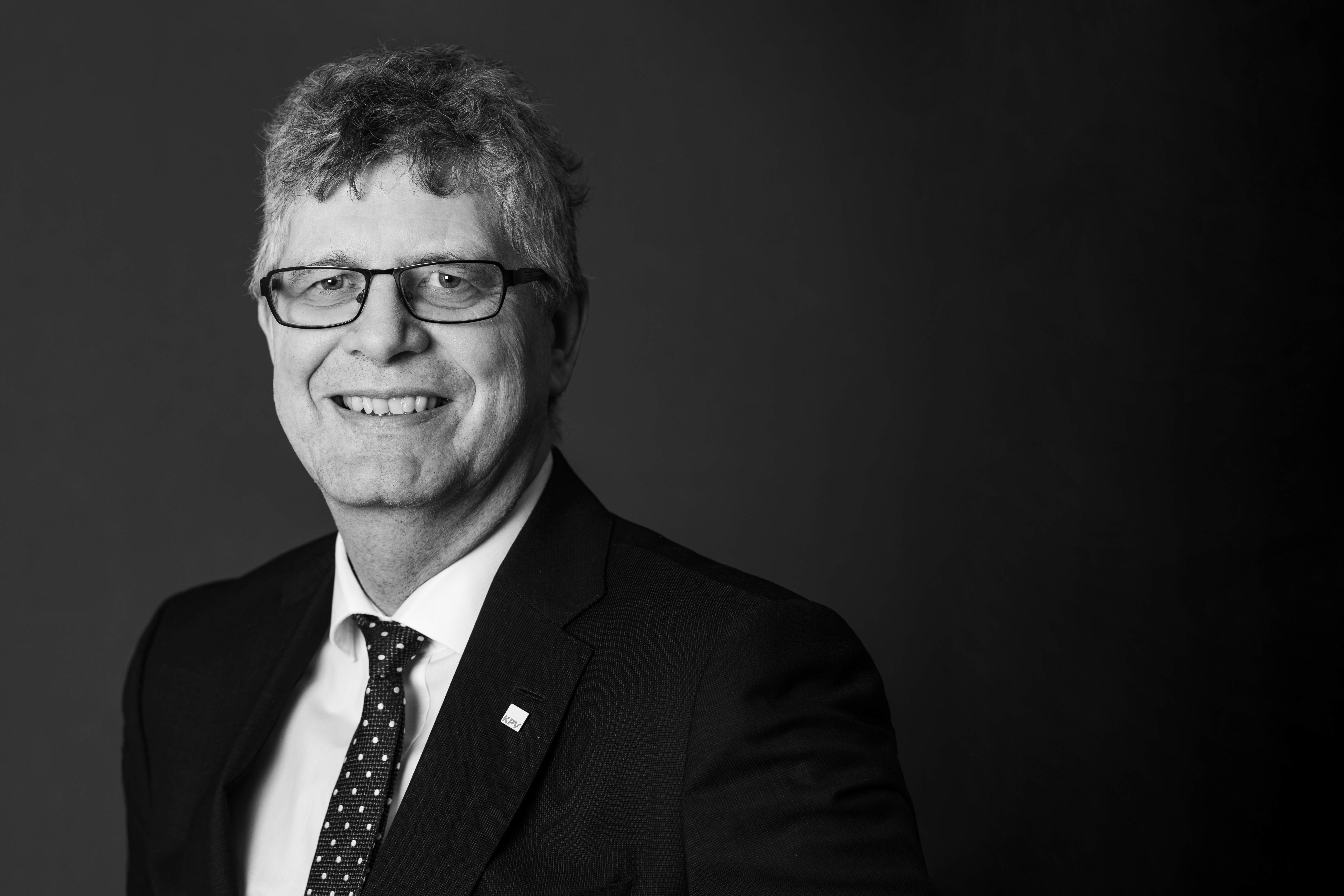
Christian Haase (2020)

Christian Karl Friedhelm Haase (* 6. Mai 1966 in Höxter) ist ein deutscher Politiker (CDU), Verwaltungswirt und seit 2013 Mitglied des Deutschen Bundestags als gewählter Direktkandidat für den Wahlkreis 136 Höxter – Lippe II. Er ist seit 2017 Bundesvorsitzender der Kommunalpolitische Vereinigung der CDU und CSU und damit beratendes Mitglied im CDU-Bundesvorstand.

## Leben
Haase ist im Bundestag Nachfolger des unerwartet im Sommer 2012 verstorbenen, direkt gewählten CDU-Abgeordneten Jürgen Herrmann. Im Juni 2017 wurde er zum Vorsitzenden der AG Kommunalpolitik der CDU/CSU-Bundestagsfraktion und somit auch zum Kommunalpolitischen Sprecher seiner Fraktion gewählt.
Am 11. November 2017 wurde er auf der Bundesvertreterversammlung der Kommunalpolitischen Vereinigung der CDU/CSU Deutschlands (KPV) zum neuen Bundesvorsitzenden gewählt und trat die Nachfolge von Ingbert Liebing an. Die Delegierten wählten ihn mit 96,5 % der Stimmen.
Der Diplom-Verwaltungswirt (FH) war von 1982 bis 2001 in der Kreisverwaltung des Kreises Höxter beschäftigt. Lokalpolitisch aktiv wurde er in der Zeit von 2001 bis 2004 als Beigeordneter der Stadt Beverungen und bekleidete dort von 2004 bis 2013 das Amt des Bürgermeisters. In der regionalen CDU hat Haase aktuell die Funktionen des Kreisvorsitzenden der CDU in Höxter und die des stellvertretenden Bezirksvorsitzenden in Ostwestfalen-Lippe inne.
Im 19. Deutschen Bundestag war Haase ordentliches Mitglied im Haushaltsausschuss, sowie im Unterausschuss zu Fragen der Europäischen Union. Zudem gehört er als stellvertretendes Mitglied dem Ausschuss für Ernährung und Landwirtschaft, dem Ausschuss für Umwelt, Naturschutz und nukleare Sicherheit, sowie dem Ausschuss für Bau, Wohnen, Stadtentwicklung und Kommunen an.
Im 20. Deutschen Bundestag war Haase haushaltspolitischer Sprecher der CDU/CSU-Fraktion, sowie Mitglied des Haushaltsausschusses.
Am 26. Juni 2025 wählte ihn das Plenum des Bundestages in das Vertrauensgremium zur Genehmigung der geheimen Wirtschaftspläne der Nachrichtendienste des Bundes.
Haase ist Mitglied des Präsidiums des Städte- und Gemeindebundes von Nordrhein-Westfalen. Er ist Vorsitzender des Vorstands des regionalen Energieversorgers „Energie für den Kreis Höxter eG“. Des Weiteren ist er im Kreis Höxter im „Lenkungskreis Regionales Bildungsmanagement Kreis Höxter“ und in der „Steuerungsgruppe Netzwerk Barrierefreiheit Kreis Höxter“ tätig. Bei der Bundesagentur für Arbeit in Paderborn ist er Mitglied des Verwaltungsausschusses. Kulturpolitisch und privat engagiert ist Haase als Beirat der Kulturgemeinschaft Beverungen und stellvertretender Vorsitzender des Fördervereins für das Kloster Herstelle. Haase ist außerdem Mitglied der überparteilichen Europa-Union Deutschland, die sich für ein föderales Europa und den europäischen Einigungsprozess einsetzt.
Christian Haase ist verheiratet und hat eine Tochter, er ist römisch-katholischer Konfession.

## Politische Positionen
- Im Juni 2017 hat Haase gegen die Einführung von gleichgeschlechtlichen Ehen, der „Ehe für Alle“ gestimmt.[9]
- 2018 hat er Annegret Kramp-Karrenbauer öffentlich als Nachfolgerin von Angela Merkel unterstützt.